# Ventspils kommun
Ventspils novads är en kommun i Lettland. Den ligger i den västra delen av landet, 140 km väster om huvudstaden Riga. Antalet invånare är 14 530. Arean är 2 462 kvadratkilometer.
Följande samhällen finns i Ventspils novads:
- Piltene
- Jūrkalne
- Usma